# Jämlikhet

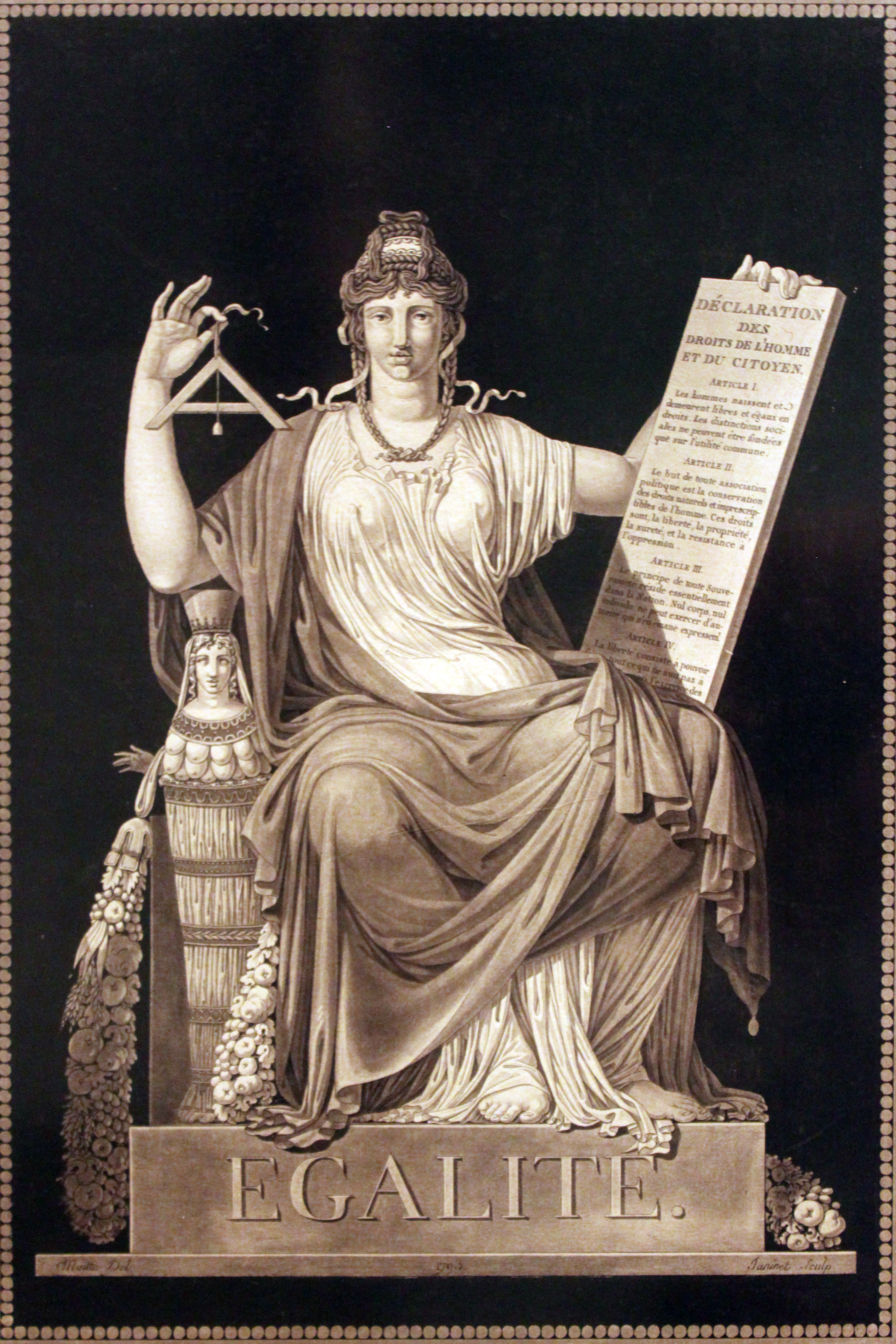
Égalité (1793) av Jean-Guillaume Moitte, Deutsches Historisches Museum i Berlin.

Jämlikhet är att individer och grupper likabehandlas och erbjuds lika möjligheter i samhället, ofta utifrån principen om alla människors lika värde. Begreppet omfattar idéer om lika rättigheter och möjligheter, men kan också syfta på rättvis fördelning av makt, status och resurser. Jämlikhet är en central fråga i politik och samhällsdebatt, där olika ideologier tolkar begreppet på olika sätt.
Politiskt uttrycks jämlikhet i rättigheter som allmän och lika rösträtt, medan ekonomisk jämlikhet kan handla om fördelning av resurser och minskning av klasskillnader. Inom politiska ideologier varierar synen på jämlikhet, från socialismens strävan efter utjämning mellan samhällsgrupper till liberalismens fokus på lika möjligheter snarare än lika utfall. Jämlikhet är också nära kopplad till rättigheter och skyldigheter, med principen om likhet inför lagen som en central aspekt.
Historiskt har jämlikhet sina rötter i idéer som den franska revolutionens motto frihet, jämlikhet, broderskap. Idag används begreppet i sammanhang som nationella grundlagar och internationella konventioner, exempelvis FN:s deklaration om de mänskliga rättigheterna.

## Jämlikhet som politiskt rättviseideal
Sedan den franska revolutionen har begreppet kommit att inta en central plats i politiken. Eftersom jämlikhet oftast förknippas med något positivt används begreppet flitigt i politisk kommunikation och propaganda. Trots att många uppfattar begreppet som ett närmast universellt rättviseideal är begreppet kanske det mest kontroversiella och omtvistade av alla sociala ideal.
Konflikten mellan den politiska vänstern och högern beror i mycket på en grundläggande skillnad i synen på jämlikhet och ojämlikhet. Vänstern har det jämlika och klasslösa samhället som rättviseideal och verkar för att utjämna skillnader mellan olika grupper i samhället. Vänstern ser jämlikhet som ett uttryck för solidaritet med förtryckta grupper. Högern utgår däremot från att det finns av naturen givna skillnader som innebär att alla samhällen måste vara ojämlika.

### Lika och/eller rättvis fördelning av makt och resurser
Jämlikhet är ofta förknippat med lika fördelning. Lika fördelning är dock inte synonymt med jämlikhet. Sven Ove Hansson definierar i rapporten "Rättvisa och effektivitet – en ESO-rapport om idéanalys" begreppet jämlikhet som "en lika fördelning som görs av rättviseskäl". Enligt Per Sundgren är ökad jämlikhet inom ramen för den rådande kapitalistiska ordningen numera det centrala politiska projektet för Socialdemokraterna. I motsats står Moderaterna som enligt Per Sundgren ser jämlikhet som hinder för den jämlikhet som Moderaterna eftersträvar. Moderaternas jämlikhet handlar om den enskilde individens möjlighet till personlig utveckling, en utveckling som hotas av för långt driven ekonomisk utjämning och en för stor offentlig sektor.

### Social rörlighet
Social rörlighet fungerar som ett mått på grad av meritokrati. Strävan efter social rörlighet har kommit att utvecklas till ett överordnat rättviseideal som rentav likställer rörligheten med jämlikhet.

## Jämlikhet i grundläggande rättigheter och skyldigheter
Den minsta omfattningen av begreppet jämlikhet är att alla människor har likhet inför lagen, exempelvis säkerhet (skydd mot faror, brott och skador), rösträtt, yttrandefrihet och mötesfrihet, rätt till egendom. Jämlikhet innebär också lika möjligheter och skyldigheter, vilka omfattar samhället i sin helhet.
Enligt Ronald Dworkin har alla seriösa politiska teorier samma grundläggande värde, nämligen jämlikhet. Inom politisk teori finns en grundläggande idé om jämlikhet vilken är att människor skall behandlas “som likar”. 
Professor Per Bauhn resonerar i sin rapport "Bortom missunnsamhetens etik: argument för ett rättighetsbaserat jämlikhetstänkande" kring tre definitioner av jämlikhet: 
- Jämlikhet som likabehandling
- Jämlikhet i utfall
- Jämlikhet i rättigheter

Per Bauhn argumenterar för att jämlikhet i rättigheter är en moraliskt försvarbar form av jämlikhet, om än villkorad och begränsad. Han menar också att frågor kring förtjänst och ansvar bör påverka vårt tänkande kring jämlikhet.
Likhet inför lagen innebär att lagen gäller för alla invånare. Alla skall vara lika inför bestämmelserna i lagen om vad som gäller för individens handlingar i olika situationer och för individens rättigheter, etcetera.

### Sverige
I svensk grundlag (regeringsformen) anges att alla människor ska kunna uppnå jämlikhet i samhället, samt att det allmänna ska motverka diskriminering av människor på grund av kön, hudfärg, nationellt eller etniskt ursprung, språklig eller religiös tillhörighet, funktionshinder, sexuell läggning, ålder eller annan omständighet som gäller den enskilde som person.
I Sverige regleras i Diskrimineringslagen (2008:567) invånarnas lika rättigheter och möjligheter oavsett kön, könsöverskridande identitet eller uttryck, etnisk tillhörighet, religion eller annan trosuppfattning, funktionsnedsättning, sexuell läggning eller ålder. Lagens nuvarande utformning trädde i kraft den 1 januari 2009.

### Internationella konventioner
I den första artikeln i FN:s allmänna förklaring om de mänskliga rättigheterna från 1948 beskrivs att ”Alla människor är födda fria och lika i värde och rättigheter”. Även EU:s stadgar rymmer internationella överenskommelser för likabehandling, icke-diskriminering och mänskliga rättigheter. Den nationella lagstiftningen ska tolkas i enlighet med internationella överenskommelser. Principen om allas lika värde och rättigheter ligger till grund för Diskrimineringslagen.

## Ekonomisk jämlikhet
Olika politiska teorier har olika syn på vad ekonomisk jämlikhet innebär. Så här uttrycker Will Kymlicka det: “Medan vänstersympatisörer anser att likhet i fråga om inkomster eller rikedom är en förutsättning för att människor skall behandlas som likar, anser högersympatisörer att lika rättigheter att disponera sitt arbete och sin egendom är en förutsättning för att människor skall behandlas som likar”.
Jämlikhet eller strävan efter jämlik fördelning av resurser som ideal inbegrips av vissa i begreppet liberal demokrati. Ekonomisk jämlikhet inkluderas ibland, explicit eller implicit, i begreppet social rättvisa.

### Sverige
Eric Kaufmann, Londonbaserad professor och forskare med fokus på invandring, etnicitet och populism menade 2019 att det i Sverige de senaste åren skett en glidning i begreppet jämlikhet, bort från lika möjligheter och mot lika utfall. På så sätt har termen kommit att alltmer utgöra en antites till rasism och sexism
| ”               | Ordet innebär inte längre att lika möjligheter ska ges åt alla. Nu betyder det istället att minoriteter ska nå samma resultat som majoritetsbefolkningen och kvinnor samma som män. Allt annat än lika utfall ses som bevis på rasism och sexism – även när noggranna studier misslyckas med att finna bevis för diskriminering. | „ |
| – Eric Kaufmann | |   |

## Historia
Begreppet ingår i franska revolutionens motto: frihet, jämlikhet, broderskap, och hyllas alltjämt som ett centralt motto för det franska samhället.

## Skillnaden i definition mellan jämlikhet och jämställdhet
Det är skillnad på jämlikhet och jämställdhet. Jämställdhet handlar om jämlikhet mellan könen (oftast på gruppnivå), medan jämlikhet kan syfta på vilka individer eller grupper som helst, t.ex. social-, ekonomisk-, och politisk bakgrund.